# Radegunda, a Velha
Radegunda, a Velha foi uma nobre turíngia do século VI. Era filha de Basino com sua esposa de nome desconhecido e teve três irmãos chamados Baderico, Hermanfredo (r. 507/511–533) e Bertário. Sabe-se que em data desconhecida foi desposada pelo rei lombardo Vacão (r. 510–539) com quem não teve filhos.